# Galway-Cavendish and Harvey
Galway-Cavendish and Harvey to gmina (ang. township) w Kanadzie, w prowincji Ontario, w hrabstwie Peterborough.
Powierzchnia Galway-Cavendish and Harvey to 848,21 km².
Według danych spisu powszechnego z roku 2001 Galway-Cavendish and Harvey liczy 4372 mieszkańców (5,15 os./km²).